# B2 (Namibië)
De B2 is een hoofdweg in Namibië, die de kust met de hoofdstad Windhoek verbindt. De weg loopt van Walvisbaai via Swakopmund naar Okahandja. In Okahandja sluit de weg aan op de B1 naar Windhoek.
De B2 is 327 kilometer lang en loopt door de regio's Erongo en Otjozondjupa.